# Pandemia de gripe A de 2009 na América
A pandemia de gripe A de 2009 na América se iniciou em 17 de março do mesmo ano quando o México foi o primeiro país afetado.
Esta pandemia afetou, até 27 de abril de 2010 (data da última atualização), a todos os 35 países independentes, e a 16 das 17 dependências ou territórios. Nicarágua foi o último país da América Latina em se infectar.
Dos 35 países afetados pela pandemia, 26 deles registraram mortes. E das 16 dependências infectadas, 8 delas registraram mortes (Porto Rico, Ilhas Cayman, Ilhas Virgens Americanas, Guiana Francesa, Bermudas, Martinica, Guadalupe e as Ilhas Malvinas).

## América do Norte
|                                                        |                                                                                            | |
| Mortes Casos confirmados Casos suspeitos Sem suspeitas | Mais de 10 000 casos Mais de 2000 casos Mais de 500 casos Mais de 100 casos Mais de 1 caso | Sem mortes Mais de 1 morte Mais de 5 mortes Mais de 10 mortes Mais de 50 mortes Mais de 100 mortes Mais de 500 mortes Mais de 1000 mortes Mais de 5000 mortes |

Segundo a Organização Mundial da Saúde (OMS), o primeiro doente registrado na América do Norte e no mundo foi uma criança de 10 anos de idade, quem adoeceu em 30 de março em San Diego, Estados Unidos, que não teve nenhum contato com porcos, nem nenhum antecedente de ter viajado ao México.

### Canadá
O vírus da influenza A (H1N1) entrou no Canadá em 27 de abril de 2009. Este foi o terceiro país em registrar casos de gripe A no continente americano.
Os primeiros quatro casos de "gripe suína" se confirmaram na Nova Escócia e dois na Colúmbia Britânica. O médico chefe da Nova Escócia, Dr. Robert Strang, disse em 26 de abril que o Laboratório Nacional de Microbiologia em Winnipeg confirmou que quatro dos jovens na província estão se recuperando "relativamente bem" da enfermidade. Os quatro assistiram à escola preparatória King's-Edgehill em Windsor, e um dos quatro estudantes tinha sido infectado numa recente viagem escolar à Península de Iucatã.
No mês de maio de 2009, o primeiro caso em Nova Brunswick confirmou-se na Grande Área de Moncton. O diretor da Saúde, Dr. Eilish Cleary, disse que provavelmente existiriam mais casos na província.
"Na província de Alberta registrou-se o primeiro caso grave da gripe A (H1N1) no Canadá", declarou a ministra da Saúde, Leona Aglukkaq, numa conferência de imprensa. A paciente grave era uma jovem que se encontrava em cuidados intensivos na cidade de Edmonton.
No dia 2 de maio, soube-se que pela primeira vez a gripe do vírus A (H1N1) tinha sido encontrada nos porcos, numa granja de Alberta. Suspeita-se que o granjeiro tinha viajado recentemente ao México e contagiou aos porcos.
Até 27 de abril de 2010 (data da última atualização), o Canadá confirmou 28 828  casos e 429 mortes pela gripe A (H1N1).

### Estados Unidos
O vírus da influenza A (H1N1) entrou nos Estados Unidos em 28 de março de 2009. Este foi o segundo país em registrar casos de gripe A no continente americano.
Os funcionários dos Estados Unidos confirmaram que sete pessoas na Califórnia (dois estudantes duma escola do ensino médio no Texas, e um casal no Kansas) foram infectados con o vírus H1N1 da "gripe suína", e todos se recuperaram satisfatoriamente. No dia 27 de abril outro estudante da mesma escola no Texas era suspeito de ter o vírus da gripe. A escola privada St. Francis Preparatory School em Nova Iorque, tinha 28 casos confirmados da "gripe suína". Os casos no Kansas e Nova Iorque estão relacionados com as viagens ao México. A maioria dos casos na Califórnia e Texas não estão vinculados, e pode haver surtos específicos deste vírus nesses estados. Um dos casos se confirmou na cidade de Elyria, Ohio.
Uma emergência de saúde pública foi declarada pela secretária de Segurança, Janet Napolitano, mas se disse que este é um procedimento "standard" nos casos divergentes como as inundações; além disso, ela desmente que o Presidente Barack Obama tenha contraído o vírus durante sua viagem à Cidade do México. Os casos nos Estados Unidos têm sido menos graves e numerosos do que no México, e só um dos primeiros 20 casos confirmados foi internado num hospital. Até o dia 27 de abril, os 20 casos tinham se recuperado satisfatoriamente. Ese mesmo dia também se confirmaram 20 casos mais, dos quais só um era grave. Mas em 29 de abril se confirmou a primeira morte a causa da gripe em um bebê que estava no Texas.
Até 27 de abril de 2010 (data da última atualização), os Estados Unidos confirmaram 113 831  casos e 3283  mortes pela gripe A (H1N1).

### Ilhas Bermudas
O vírus da influenza A (H1N1) entrou nas Ilhas Bermudas em 2 de junho de 2009. Este foi o segundo território (dependência) em registrar casos de gripe A no continente americano.
Até 27 de abril de 2010 (data da última atualização), as Ilhas Bermudas confirmaram 25 casos e uma morte pela gripe A (H1N1).[carece de fontes?]

### Gronelândia
O vírus da influenza A (H1N1) entrou na Gronelândia em 11 de novembro de 2009. Este foi o 16º território (dependência) em registrar casos de gripe A no continente americano.
Até 27 de abril de 2010 (data da última atualização), a Gronelândia confirmou um caso de gripe A (H1N1).

### México
O vírus da influenza A (H1N1) entrou no México em 17 de março de 2009. Este foi o primeiro país em registrar casos de gripe A no continente americano.
Na quinta-feira 23 de abril, anunciou-se nos jornais mexicanos que as aulas se suspenderiam em todas as escolas de todos os níveis da Cidade do México. O governo do Canadá foi quem avisou às autoridades do México de que o vírus da "gripe suína" se encontrava dentro do território mexicano. Isso aconteceu por causa de que um canadense que visitou o México como turista se contagiou do vírus, sendo este detectado quando o turista voltou ao Canadá. Em 24 de abril de 2009, com o apoio da Secretaria de Educação Pública, o governo da Cidade do México e do Estado de México fecharam temporariamente as escolas desde o nível pré-escolar até o nível universitário, para evitar que a doença se estendesse a uma área maior (motivo que prejudicou cerca de cinco milhões de alunos). Até 27 de abril, o Secretário da Saúde do México, José Ángel Córdova Villalobos, anunciou a suspensão das atividades escolares em todos os níveis educativos (desde creches até escolas de nível superior) em todo o país até 6 de maio, estendendo (desta maneira) as medidas preventivas contra a epidemia. Falou-se da suspensão das aulas até o dia 6 de maio; mas finalmente o governo mexicano suspendeu as aulas até o dia 11 de maio de 2009.
Até 24 de abril de 2009, existiam casos confirmados em humanos nos estados de San Luis Potosí, Hidalgo, Querétaro, Distrito Federal e México, y já se soube que alguns dos mesmos têm sido fatais. Até o dia seguinte outros estados informaram acerca de casos suspeitos: Baja California, Sonora, Chihuahua, Zacatecas, Aguascalientes, Tlaxcala, Veracruz e Oaxaca, e possivelmente nos estados de Jalisco, Colima e Sinaloa. Em 27 de abril foram detectados três possíveis casos no estado de Querétaro. Mas até o dia 30 de abril Chihuahua e Sonora já não tinham casos confirmados. Enquanto as rádios davam conselhos para prevenir a enfermidade, na Cidade do México dezenas de pessoas faziam fila nos centros de saúde para solicitar atenção médica e vacinas. O governo federal mexicano conta com um milhão de doses de oseltamivir e zanamivir para combater o surto da influenza.
Até 27 de abril de 2010 (data da última atualização), o México confirmou 70 715  casos e 1172  mortes pela gripe A (H1N1).

## América Central e Caribe
|                                                        | | |
| Mortes Casos confirmados Casos suspeitos Sem suspeitas | Mais de 50 000 casos Mais de 5000 casos Mais de 500 casos Mais de 50 casos Mais de 5 casos Mais de 1 caso | Sem mortes Mais de 1 morte Mais de 5 mortes Mais de 10 mortes Mais de 50 mortes Mais de 100 mortes Mais de 500 mortes Mais de 1000 mortes Mais de 5000 mortes |

Em 28 de abril de 2009 se confirmou o primeiro caso de gripe A na Costa Rica, convertendo-se assim no primeiro país da América Central em confirmar a presença do vírus.

### Anguila
O vírus da influenza A (H1N1) entrou em Anguila em 5 de agosto de 2009. Este foi o 14º território (dependência) em registrar casos de gripe A no continente americano.
Até 27 de abril de 2010 (data da última atualização), Anguila confirmou 14 casos de gripe A (H1N1).

### Antígua e Barbuda
O vírus da influenza A (H1N1) entrou na Antígua e Barbuda em 19 de junho de 2009. Este foi o 28º país em registrar casos de gripe A no continente americano.
Até 27 de abril de 2010 (data da última atualização), Antígua e Barbuda confirmou 4 casos de A (H1N1).

### Antilhas Neerlandesas
O vírus da influenza A (H1N1) entrou nas Antilhas Neerlandesas em 17 de junho de 2009. Este foi o 7º território (dependência) em registrar casos de gripe A no continente americano.
Até 27 de abril de 2010 (data da última atualização), as Antilhas Neerlandesas confirmaram 98 casos de gripe A (H1N1).

### Aruba
O vírus da influenza A (H1N1) entrou em Aruba em 3 de julho de 2009. Este foi o 8º território (dependência) em registrar casos de gripe A no continente americano.
Até 27 de abril de 2010 (data da última atualização), Aruba confirmou 13 casos de gripe A (H1N1).

### Bahamas
O vírus da influenza A (H1N1) entrou nas Bahamas em 31 de maio de 2009. Este foi o 21º país em registrar casos de gripe A no continente americano.
Até 27 de abril de 2010 (data da última atualização), as Bahamas confirmaram 29 casos e 4 mortes pela gripe A (H1N1).

### Barbados
O vírus da influenza A (H1N1) entrou em Barbados em 3 de junho de 2009. Este foi o 25º país em registrar casos de gripe A no continente americano.
Até 27 de abril de 2010 (data da última atualização), Barbados confirmou 154 casos e 3 mortes pela gripe A (H1N1).

### Belize
O vírus da influenza A (H1N1) entrou em Belize em 7 de julho de 2009. Este foi o 31º país em registrar casos de gripe A no continente americano.
Até 27 de abril de 2010 (data da última atualização), Belize confirmou 49 casos de gripe A (H1N1).

### Costa Rica
O vírus da influenza A (H1N1) entrou na Costa Rica em 28 de abril de 2009. Este foi o 4º país em registrar casos de gripe A no continente americano.
Em 28 de abril confirmou-se o primeiro caso da gripe A (H1N1) na Costa Rica numa jovem de San José. Mais tarde, a ministra da Saúde da Costa Rica, María Luisa Ávila, confirmou o segundo caso num homem de 29 anos. Além disso, o governo decretou a Emergência Sanitária Nacional. O Ministério da Saúde registrou na manhã de 2 de maio a existência de dois novos casos prováveis de "gripe suína" no país: um homem de 53 anos e uma mulher de 24 anos.
O homem de 53 anos contagiado pelo vírus da gripe A (H1N1) converteu-se na primeira vítima mortal na Costa Rica. Foi confirmado em 9 de maio pela Ministra da Saúde. Costa Rica, então, virou o quarto país no mundo em apresentar casos mortais da gripe A (H1N1).
Como resultado do súbito aumento no número de pacientes, a partir de 11 de julho o Ministério da Saúde emitiu novas estratégias para enfrentar a pandemia e concentrar suas ações para evitar mais mortes casadas pela pandemia. A partir dessa data unicamente serão tomadas amostras aos pacientes com sintomas de influenza que apresentem fatores de risco, como por exemplo: asmáticos, diabéticos, grávidas, obesos, e aqueles que tenham enfermidades pulmonares e cardíacas. Outros pacientes que terão prioridade são os que apresentem 39 ou mais graus centígrados de temperatura e/o dificuldade para respirar. Além do mais, e com o propósito de enfrentar o surto de gripe A (H1N1), em 13 de julho o Ministério da Saúde ordenou estender uma semana mais às férias escolares da metade do ano, medida que foi obrigatória para as escolas e colégios, tanto públicos como privados, em todo o território costarriquenho. Depois das medidas preventivas, as universidades recomeçaram as aulas normalmente.
No dia 11 de agosto de 2009 foi anunciado que o Presidente Óscar Arias Sánchez resultou positivo no teste da gripe A (H1N1), convertendo-se no primeiro Chefe de Estado em contagiar-se do vírus. O Presidente Arias apresentou sintomas leves, e continuou trabalhando desde sua casa. O Presidente Arias retornou a suas funções normais uma semana depois.
Até 27 de abril de 2010 (data da última atualização), a Costa Rica confirmou 1867  casos e 56 mortes pela gripe A (H1N1).

### Cuba
O vírus da influenza A (H1N1) entrou em Cuba em 11 de maio de 2009. Este foi o 11º país em registrar casos de gripe A no continente americano.
Cuba registrou em 11 de maio o primeiro caso do vírus H1N1 que "é de origem mexicano" (segundo a Saúde Pública desse país), pelo que Cuba tomou as medidas necessárias para que não se propagasse ao resto da ilha.
O ex-presidente Fidel Castro acusou ao Governo do México de ter mentido e encobertado o surto desta epidemia, condenando que era um atentado contra as nações latinoamericanas. Também, em 14 de maio, ele voltou a acusar ao México, mas desta vez atribuiu también a responsabilidade aos Estados Unidos e Canadá.
Até 27 de abril de 2010 (data da última atualização), Cuba confirmou 973 casos e 63 mortes pela gripe A (H1N1).

### Dominica
O vírus da influenza A (H1N1) entrou na Dominica em 8 de junho de 2009. Este foi o 26º país em registrar casos de gripe A no continente americano.
Até 27 de abril de 2010 (data da última atualização), a Dominica confirmou 36 casos de gripe A (H1N1).

### El Salvador
O vírus da influenza A (H1N1) entrou em El Salvador em 4 de maio de 2009. Este foi o 6º país em registrar casos de gripe A no continente americano.
As primeiras pessoas infectadas pela pandemia foram dois jovens que tinham voltado do México. "Foi confirmado que nós temos duas pessoas que padecem do vírus H1N1", disse o Ministro da Saúde de El Salvador. Nesse mesmo dia, o país contava com quatro casos suspeitos, dos quais foram mandadas as amostras aos Estados Unidos para fossem analisadas.
Até 27 de abril de 2010 (data da última atualização), El Salvador confirmou 834 casos e 33 mortes pela gripe A (H1N1).

### Granada
O vírus da influenza A (H1N1) entrou em Granada em 8 de junho de 2009. Este foi o 26º território (dependência) em registrar casos de gripe A no continente americano.
Até 27 de abril de 2010 (data da última atualização), Granada confirmou 20 casos de gripe A (H1N1).

### Guadalupe
O vírus da influenza A (H1N1) entrou em Guadalupe em 6 de julho de 2009. Este foi o 9º território (dependência) em registrar casos de gripe A no continente americano.
Até 27 de abril de 2010 (data da última atualização), Guadalupe confirmou 197 casos e 5 mortes pela gripe A (H1N1).

### Guatemala
O vírus da influenza A (H1N1) entrou na Guatemala em 5 de maio de 2009. Este foi o 7º país em registrar casos de gripe A no continente americano.
Em 27 de abril deu-se o alarme pela "suposta" propagação do vírus da influenza A (H1N1) na Guatemala. Tomaram-se as medidas imediatas nos sistemas de emergência e prevenção que estão distribuídos por este país para evitar a possível chegada do vírus. Mas em 5 de maio o Ministro da Saúde anunciou a presença de um caso confirmado no país. Se tratava de uma menina de 11 anos que tinha voltado recentemente de Cuernavaca, México.
No dia 20 de maio um homem de 75 anos de idade, morador de San Marcos, foi declarado como o quarto caso positivo de gripe A (H1N1) no país, segundo as autoridades sanitárias.
Em 10 de junho de 2009, o ministro da Saúde, Celso Cerezo, informou de oito novos casos de gripe A (H1N1): sete mulheres e um homem. O ministro também informou da morte de um menino de 12 anos que se encontrava internado num hospital privado e estava infectado com a gripe A (H1N1) (embora o próprio ministro disse que o menino faleceu de insuficiência renal, como diz o diagnóstico).
Até 27 de abril de 2010 (data da última atualização), a Guatemala confirmou 1170  casos e 19 mortes pela gripe A (H1N1).

### Haiti
O vírus da influenza A (H1N1) entrou no Haiti em 13 de julho de 2009. Este foi o 33º país em registrar casos de gripe A no continente americano.
Em 13 de julho de 2009, um militante da missão de paz das Nações Unidas converteu-se no primeiro caso de gripe A (H1N1) confirmado no Haiti. David Wimhurst, porta-voz da missão, disse que o soldado infectado chegou em 2 de julho e foi submetido a quarentena, com sintomas dum resfriado, antes de que se confirmasse que tinha contraído o vírus H1N1. Depois de 10 dias de tratamento, o soldado reintegrou-se à sua unidade operativa.
Até 27 de abril de 2010 (data da última atualização), Haiti conformou 91 casos de gripe A (H1N1).

### Honduras
O vírus da influenza A (H1N1) entrou em Honduras em 21 de maio de 2009. Este foi o 16º país em registrar casos de gripe A no continente americano.
Em 21 de maio se registrou o primeiro caso confirmado do vírus numa menina de 9 anos na cidade de San Pedro Sula. As autoridades recomendaram seguir as medidas necessárias.
Em 22 de junho, Honduras deu a conhecer a sua primeira morte pela gripe A (H1N1). O ministro da Saúde hondurenho disse que a "vítima era uma mulher de 23 anos que estava grávida", e também disse que o bebê tinha seis semanas de gestação. A mulher faleceu na cidade de Santa Rosa de Copán, ubicada a 400 quilômetros de Tegucigalpa.
Até 27 de abril de 2010 (data da última atualização), Honduras confirmou 560 casos e 18 mortes pela gripe A (H1N1).

### Ilhas Cayman
O vírus da influenza A (H1N1) entrou nas Ilhas Cayman em 4 de junho de 2009. Este foi o terceiro território (dependência) em registrar casos de gripe A no continente americano.
Até 27 de abril de 2010 (data da última atualização), as Ilhas Cayman confirmaram 121 casos e uma morte pela gripe A (H1N1).

### Ilhas Turcas e Caicos
O vírus da influenza A (H1N1) entrou nas Ilhas Turcas e Caicos em 23 de julho de 2009. Este foi o 11º território (dependência) em registrar casos de gripe A no continente americano.
Até 27 de abril de 2010 (data da última atualização), as Ilhas Turcas e Caicos confirmaram 44 casos de gripe A (H1N1).

### Ilhas Virgens Britânicas
O vírus da influenza A (H1N1) entrou nas Ilhas Virgens Britânicas em 11 de junho de 2009. Este foi o 5º território (dependência) em registrar casos de gripe A no continente americano.
Até 27 de abril de 2010 (data da última atualização), as Ilhas Virgens Britânicas confirmaram 25 casos de gripe A (H1N1).

### Ilhas Virgens Americanas
O vírus da influenza A (H1N1) entrou nas Ilhas Virgens Americanas em 17 de junho de 2009. Este foi o 6º território (dependência) em registrar casos de gripe A no continente americano.
Até 27 de abril de 2010 (data da última atualização), as Ilhas Virgens Americanas confirmaram 80 casos e uma morte pela gripe A (H1N1).

### Jamaica
O vírus da influenza A (H1N1) entrou na Jamaica em 31 de maio de 2009. Este foi o 22º país em registrar casos de gripe A no continente americano.
Até o dia 31 de maio de 2009, houve dois casos confirmados da gripe suína na Jamaica. O Ministro da Saúde do Parlamento, Ruddy Spencer, disse que o país se pôs em alerta máxima. Também houve uma maior vigilância nos centros de saúde e no porto de entrada.
Até 27 de abril de 2010 (data da última atualização), a Jamaica confirmou 191 casos e 7 mortes pela gripe A (H1N1).

### Martinica
O vírus da influenza A (H1N1) entrou na Martinica em 7 de junho de 2009. Este foi o 4º território (dependência) em registrar casos de gripe A no continente americano.
Até 27 de abril de 2010 (data da última atualização), a Martinica confirmou 261 casos e uma morte pela gripe A (H1N1).

### Nicarágua
O vírus da influenza A (H1N1) entrou na Nicarágua em 1 de junho de 2009. Este foi o 23º país em registrar casos de gripe A no continente americano.
Em 5 de maio, chegou à Nicarágua um especialista da CDC para treinar ao pessoal sanitário do país na realização de provas rápidas, e conhecer se as infecções respiratórias agudas eram causadas pelo vírus. O ministro da saúde, Guillermo González, confirmou que o país estaria recebendo da Organização Mundial da Saúde (OMS) uma reserva de 10 mil tratamentos antivirais.
Em 1 de junho, o Ministério da Saúde confirmou o primeiro caso da gripe H1N1 na Nicarágua, 38 dias após o início da pandemia no mundo.
O primeiro contágio deu-se numa menina de 5 anos habitante da cidade de Manágua, e foi levada ao Hospital Manuel de Jesús Rivera "La Mascota" para receber tratamento. Acha-se que foi infectada pelo seu pai que tinha feito viagens na América Central, mas não se disse se o pai era portador do vírus. Com este caso Nicarágua converteu-se no último país em ser infectado pelo vírus na América Latina.
Até 27 de abril de 2010 (data da última atualização), a Nicarágua confirmou 2172  casos e 11 mortes pela gripe A (H1N1).

### Panamá
O vírus da influenza A (H1N1) entrou no Panamá em 8 de maio de 2009. Este foi o 10º país em registrar casos de gripe A no continente americano.
Em 8 de maio se confirmou o primeiro caso: um jovem de 20 anos proveniente dos Estados Unidos. Ele se encontrava estável e estava sendo tratado na sua casa junto com a sua família.
Entre as principais medidas sanitárias que foram realizadas pelo governo, estavam a clausura temporária dos colégios (onde assistiam os afetados) e a desinfecção destes. Também o governo realizou uma campanha de divulgação do surto, e pediu à população intensificar a sua higiene, usar máscaras cirúrgicas, e assistir aos postos de saúde (se se apresentarem os sintomas). O Ministério da Saúde tem realizado campanhas de vacinação a crianças menores de 5 anos e adultos maiores de 60, para protegê-los da gripe sazonal.
Até 27 de abril de 2010 (data da última atualização), o Panamá confirmou 813 casos e 12 mortes pela gripe A (H1N1).

### Porto Rico
Um menino de 5 anos chegou à ilha em 28 de abril procedente do estado americano de Texas, apresentando os sintomas caracterizados com a gripe A (H1N1). O resultado do primeiro exame foi do tipo A; por isso este exame foi enviado ao CDC de Atlanta para a sua confirmação final.
Em 25 de maio de 2009, o estado livre associado de Porto Rico confirmou o seu primeiro caso da gripe A (H1N1) na ilha. Em 13 de julho o Governo de Porto Rico preparou à ilha para combater a possível expansão da gripe A (H1N1), após se confirmar oficialmente a primeira morte causada pelo vírus: a de um homem de 27 anos que faleceu na área metropolitana de San Juan.
Até 27 de abril de 2010 (data da última atualização), a ilha de Porto Rico confirmou 908 casos e 60 mortes pela gripe A (H1N1).

### República Dominicana
O vírus da influenza A (H1N1) entrou na República Dominicana em 26 de maio de 2009. Este foi o 17º país em registrar casos de gripe A no continente americano.
Em 27 de abril se declarou uma alerta epidemiológica de vigilância. No dia 28 de abril, a Secretaria de Estado de Saúde Pública e Assistência Social informou da presença dum possível caso de uma cidadã mexicana de 23 anos que chegou ao país no dia anterior, e que foi hospitalizada em Santo Domingo. No dia 29 de abril foi confirmado que as análises de laboratório aplicados àquela pessoa resultaram negativos, sendo que por agora o país está livre da presença do vírus. Os resultados foram enviados a Atlanta, Estados Unidos, a fim de ser validados.
Já em 26 de maio, confirmaram-se os primeiros 2 casos na República Dominicana, logo de que a Rússia, o Peru, o Chile e o Equador informassem de cidadãos possivelmente infectados em Punta Cana.
Em 5 de junho as autoridades sanitárias reportaram a 1ª morte pela gripe A (H1N1) na República Dominicana.
Até 27 de abril de 2010 (data da última atualização), a República Dominicana confirmou 491 casos e 23 mortes pela gripe A (H1N1).

### São Bartolomeu
O vírus da influenza A (H1N1) entrou em São Bartolomeu em 1 de outubro de 2009. Este foi o 15º território (dependência) em registrar casos de gripe A no continente americano.
Até 27 de abril de 2010 (data da última atualização), São Bartolomeu confirmou 2 casos de gripe A (H1N1).

### São Cristóvão e Nevis
O vírus da influenza A (H1N1) entrou em São Cristóvão e Nevis em 14 de julho de 2009. Este foi o 34º território (dependência) em registrar casos de gripe A no continente americano.
Até 27 de abril de 2010 (data da última atualização), São Cristóvão e Nevis confirmou 6 casos e duas mortes pela gripe A (H1N1).

### São Martinho
O vírus da influenza A (H1N1) entrou em São Martinho em 6 de junho de 2009. Este foi o 10º território (dependência) em registrar casos de gripe A no continente americano.
Até 27 de abril de 2010 (data da última atualização), São Martinho confirmou 62 casos de gripe A (H1N1).

### São Vicente e Granadinas
O vírus da influenza A (H1N1) entrou em São Vicente e Granadinas em 2 de junho de 2009. Este foi o 30º país em registrar casos de gripe A no continente americano.
Até 27 de abril de 2010 (data da última atualização), São Vicente e Granadinas confirmou 17 casos de gripe A (H1N1).

### Santa Lúcia
O vírus da influenza A (H1N1) entrou em Santa Lúcia em 30 de junho de 2009. Este foi o 29º país em registrar casos de gripe A no continente americano.
Até 27 de abril de 2010 (data da última atualização), Santa Lúcia confirmou 55 casos e uma morte pela gripe A (H1N1).

### Trindade e Tobago
O vírus da influenza A (H1N1) entrou em Trindade e Tobago em 2 de junho de 2009. Este foi o 24º país em registrar casos de gripe A no continente americano.
Os jogadores da seleção de futebol sub-17 de Trindade e Tobago submeteram-se a exames da gripe A (H1N1) depois de regressar da Cidade do México após um jogo das eliminatórias da Copa do Mundo sub-17 de 2009. Uma mulher foi confirmada esta semana como caso confirmado da gripe A (H1N1). Sua identidade não foi divulgada.
Por enquanto, às pessoas que viajaram no mesmo voo da mulher infectada pediu-se-lhes entrar em contato com as autoridades da saúde.
Em 2 de junho se confirmaram os 2 primeiros casos da gripe A (H1N1).
Até 27 de abril de 2010 (data da última atualização), Trindade e Tobago registrou 211 casos da gripe A (H1N1), e 5 mortes.

## América do Sul
|                                                        | | |
| Mortes Casos confirmados Casos suspeitos Sem suspeitas | Mais de 50 000 casos Mais de 5000 casos Mais de 500 casos Mais de 50 casos Mais de 5 casos Mais de 1 caso | Sem mortes Mais de 1 morte Mais de 5 mortes Mais de 10 mortes Mais de 50 mortes Mais de 100 mortes Mais de 500 mortes Mais de 1000 mortes Mais de 5000 mortes |

O primeiro caso na América do Sul se confirmou na Colômbia em 2 de maio, na localidade de Zipaquirá. O paciente tinha chegado nos dias anteriores ao país, regressando da cidade mexicana de Cancún.

### Argentina
O vírus da influenza A (H1N1) entrou na Argentina em 7 de maio de 2009. Este foi o 8º país em registrar casos de gripe A no continente americano.
Embora em 27 de abril não se tinham registrado casos suspeitos, o viceministro da Saúde, Carlos Soratti, aclarou que os sistemas de emergência e prevenção se ativaram no país para evitar a possível chegada do vírus. Contudo, horas depois se anunciou o primeiro caso suspeito na Província de Río Negro. Dias mais tarde detectaram-se mais casos suspeitos nas cidades de Mendoza, Córdoba e Buenos Aires. Por causa desta situação, em 29 de abril decidiu-se cancelar todas as operações aéreas comerciais oriundas ou com destino ao México desde o aeroporto de Ezeiza até a segunda-feira 4 de maio (período que foi estendido até 15 de maio).
Em 7 de maio, a Argentina confirmou o seu primeiro caso da gripe A (H1N1). A ministra da Saúde do país, Graciela Ocaña, confirmou o caso de um cidadão que voltou do México em 25 de abril, antes do cancelamento de voos. Embora ele chegou assintomático ao país, dois dias depois apresentou os sintomas da enfermidade, pelo que foi diagnosticado a tempo. O tratamento funcionou com êxito, e lhe foi dada alta.
Na segunda-feira 15 de junho, a ministra da saúde Graciela Ocaña confirmou a primeira morte por esta doença. Tratou-se duma bebê de 3 meses, quem tinha nascido prematura e teve problemas respiratórios.
Até 27 de abril de 2010 (data da última atualização), a Argentina registrou 12 080 casos da gripe A (H1N1), e 626 mortes.

### Bolívia
O vírus da influenza A (H1N1) entrou na Bolívia em 28 de maio de 2009. Este foi o 19º país em registrar casos de gripe A no continente americano.
Na Bolívia, o governo determinou através de um decreto declarar a emergência sanitária nacional e reforçar o controle nos aeroportos, rodoviárias e fronteiras para todos os visitantes que ingressarem ao país, a fim de evitar riscos de contágio da gripe A (H1N1) (segundo o Ministério da Saúde boliviano).
Também implementaram-se as primeiras medidas de prevenção, dentre as quais podemos mencionar: o uso obrigatório de máscaras cirúrgicas Nº 95 por parte dos funcionários dos aeroportos; a distribuição de cartazes informativos da gripe A (H1N1); e as medidas que se devem tomar para evitar o contágio. Também se tem restringido o comércio suíno e a importação de produtos à base de carne.
No dia 28 de maio confirmaram-se os 2 primeiros casos em Santa Cruz de la Sierra. Depois reportou-se um caso suspeito na cidade de La Paz, o qual foi confirmado em 31 de maio. Mas em 4 de junho, foi dada a alta às duas pessoas que foram confirmadas em Santa Cruz de la Sierra, que depois regressaram ao seu lugar de residência (Estados Unidos).
Foram detectados 2 novos contágios em Montero (cidade do departamento de Santa Cruz), e a OMS estima que a Bolívia será mais vulnerável que outros países da região, por causa dos seus altos índices de pobreza.
Até 27 de abril de 2010 (data da última atualização), a Bolívia registrou 2310 casos da gripe A (H1N1), e 59 mortes.

### Brasil
O vírus da influenza A (H1N1) entrou no Brasil em 7 de maio de 2009. Este foi o 9º país em registrar casos de gripe A no continente americano.
A 7 de maio, foram confirmados os primeiros quatro casos da doença no país pelo Ministério da Saúde. Em 8 de maio, a Secretaria da Saúde do Estado de Santa Catarina anunciou o quinto caso de gripe suína no país: uma menina de sete anos que esteve de férias na Flórida, nos Estados Unidos. O sexto caso foi de um homem no Rio de Janeiro que teve contato com um paciente já confirmado como infectado pela gripe, contraindo assim a doença. Esse foi o primeiro caso de contágio da doença dentro do país.
Em 28 de junho de 2009, o Brasil confirmou a sua primeira morte pela gripe A (H1N1): um homem de 29 anos que sucumbiu ao vírus após se contagiar na Argentina. O homem apresentou os sintomas pela primeira vez em 15 de junho durante uma viagem à Argentina.

### Chile
O vírus da influenza A (H1N1) entrou no Chile em 17 de maio de 2009. Este foi o 14º país em registrar casos de gripe A no continente americano.
A gripe A (H1N1) não chegou ao Chile até meados de maio de 2009, quando se detectou o vírus em várias cidadãs chilenas provenientes de Punta Cana, na República Dominicana. A sua rápida expansão, que foi atribuída ao contágio massivo em colégios da zona leste da capital Santiago, (fenômeno similar ao ocorrido em Nova Iorque, Estados Unidos), levou ao Chile a ser um dos países con mais infectados por número de habitantes.
Em 17 de maio de 2009, o Ministro da Saúde do Chile, Álvaro Erazo, confirmou o primeiro caso da gripe A (H1N1), que corresponde a una mulher chilena de 32 anos que chegou de Punta Cana, República Dominicana. Logo após se confirmou o segundo caso, quem seria uma amiga da primeira afetada.
Em 2 de junho se confirmou a primeira morte, a qual foi registrada na Região de Los Lagos.
Até 27 de abril de 2010 (data da última atualização), o Chile registrou 12 258 casos da gripe A (H1N1), e 155 mortes.

### Colômbia
O vírus da influenza A (H1N1) entrou na Colômbia em 3 de maio de 2009. Este foi o 5º país em registrar casos de gripe A no continente americano.
O ministro da Proteção Social, Diego Palacio, anunciou no dia sábado 25 de abril que existiam 12 casos prováveis do vírus. Na segunda-feira 27, o Governo da Colômbia declarou o estado de "desastre nacional" no país, a fim de tomar as medidas necessárias para enfrentar um possível contágio gigantesco do vírus no país. Inicialmente estavam em observação 20 pessoas que tinham chegado em dias anteriores do México y que apresentavam sintomas de gripe. Se descartaram 10 casos, enquanto que as outras pessoas ainda continuavam em observação; todas elas em cidades como Bogotá e Cartagena. Por outro lado, segundo a Organização Panamericana da Saúde, na Colômbia poderiam ver-se afetadas pelo vírus da gripe A (H1N1) entre quatro e sete milhões de pessoas. Também estima-se que a população rural seja a mais afetada, devido às falências no sistema imunológico a causa da desnutrição.
Na noite de 2 de maio se confirmou o primeiro caso de contágio do vírus H1N1 na Colômbia, correspondente a um homem de 42 anos oriundo de Zipaquirá (Cundinamarca), quem tinha chegado do México. O Ministro da Proteção Social confirmou na manhã de 3 de maio que o paciente já se encontra em casa com a sua família, y que já foi avaliado pelos especialistas epidemiológicos.
A 9 de junho se confirmou o primeiro caso mortal no país: tratava-se de uma jovem de 24 anos que morreu na cidade de Bogotá.
Até 27 de abril de 2010 (data da última atualização), a Colômbia registrou 152 560 casos da gripe A (H1N1), e 233 mortes.

### Equador
O vírus da influenza A (H1N1) entrou no Equador a 15 de maio de 2009. Este foi o 13º país em registrar casos de gripe A no continente americano.
A 15 de maio de 2009 o Equador registrou o seu primeiro caso de gripe A (H1N1) em Guayaquil.
O menino foi trasladado ao Hospital de Infectologia, onde se suspeitou que tinha influenza A. Devido a que ele assistiu alguns dias à escola, esta mesma suspendeu as aulas por uma semana.
As duas primeiras mortes registradas no Equador pela gripe A (H1N1), deram-se em 10 de julho de 2009 nas províncias de Azuay e Tungurahua.
Até 27 de abril de 2010 (data da última atualização), o Equador registrou 2251 casos da gripe A (H1N1), e 129 mortes.

### Ilhas Malvinas
Médicos das Ilhas Malvinas confirmaram os primeiros cinco casos positivos da gripe A em 31 de julho: dois adolescentes que vinham de participar duma competição internacional, e três militares. As autoridades sanitárias adotaram as mesmas medidas do Reino Unido. Das sete amostras de laboratório que foram enviadas ao Reino Unido, cinco resultaram positivas.
Até 27 de abril de 2010 (data da última atualização), as Ilhas Malvinas registraram 7 casos da gripe A (H1N1), e uma morte.

### Paraguai
O vírus da influenza A (H1N1) entrou no Paraguai em 19 de maio de 2009. Este foi o 15º país em registrar casos de gripe A no continente americano.
A 28 de abril, o Ministério da Saúde Pública e Bem-estar Social implementou as medidas de prevenção, estabelecendo mais controles.
A 30 de abril se declarou o Estado de Emergência Epidemiológica devido ao avanço da gripe A (H1N1) no mundo, e ao aumento do nível de emergência declarado pela OMS, preparando hospitais e serviços médicos para um possível ingresso do vírus.
A 19 de maio, as autoridades confirmaram o primeiro caso no país em uma mulher procedente da Cidade de Nova Iorque.
A 1 de julho, o Ministério da Saúde Pública e Bem-estar Social confirmou a morte de um homem de 60 anos pela gripe A (H1N1), quem foi internado no Hospital Privado "San Roque" da cidade de Assunção. Este paciente era portador duma cardiopatia.
Até 27 de abril de 2010 (data da última atualização), o Paraguai registrou 855 casos da gripe A (H1N1), e 52 mortes.

### Peru
O vírus da influenza A (H1N1) entrou no Peru em 14 de maio de 2009. Este foi o 12º país em registrar casos de gripe A no continente americano.
O primeiro caso da gripe A (H1N1) ocorreu em 14 de maio de 2009. Tratava-se de uma cidadã peruana de 27 anos que chegou ao país desde de Nova Iorque sem sintomas. O ministro de Saúde informou que já se decretou a alerta amarela em resposta à gripe A (H1N1). As medidas de vigilância e controle para prevenir surtos de influenza se estenderam a todos os voos que cheguem ao Peru, assim como a todos os aeroportos, portos marítimos e terrestres, e controles fronteiriços. Também o governo preparou áreas especiais nos hospitais do Peru para tratar os casos desta enfermidade.
Em 28 de abril, foi informado um caso de gripe A com o componente H1. Tratava-se de uma mulher argentina que vinha desde Panamá e que devido a um possível paro cardíaco em pleno voo, a tripulação do avião pediu fazer uma escala em Lima para deixar a esta paciente, o qual foi autorizado pelas autoridades locais. Foi o próprio ministro de Saúde peruano, Óscar Ugarte, quem anunciou que a argentina Alejandrina Coche é portadora do vírus respiratório e foi isolada para receber o tratamento apropriado no hospital Carrión da cidade do Callao. Em 30 de abril, o próprio ministro descartou o caso, já que não apresentava o componente N1 que define completamente a enfermidade.
Em 5 de julho o Ministério da Saúde peruano informou que se registraram as duas primeiras mortes no país, ambas na capital Lima.
Até 27 de abril de 2010 (data da última atualização), o Peru registrou 9598 casos da gripe A (H1N1), e 235 mortes.

### Suriname
O vírus da influenza A (H1N1) entrou em Suriname em 16 de junho de 2009. Este foi o 27º país em registrar casos de gripe A no continente americano.
A 15 de junho, o governo avisou dos primeiros 13 casos da gripe A (H1N1) neste país. Dos 13 casos, 11 foram contagiados em Trinidad e Tobago, e os outros 2 seriam familiares de algumas das pessoas que regressaram da viagem a esse país.
Por outro lado, o ministro da saúde de Suriname, Celsius Watenberg, chamou à população à calma, e disse que o "Suriname conta com 1000 tratamentos disponíveis para atender aos pacientes nas suas casas, e que cerca de 100 000 doses do medicamento Tamiflu já tinham sido enviadas a este país".
Até 27 de abril de 2010 (data da última atualização), Suriname registrou 110 casos da gripe A (H1N1), e duas mortes.

### Uruguai
O vírus da influenza A (H1N1) entrou no Uruguai a 27 de maio de 2009. Este foi o 18º país em registrar casos de gripe A no continente americano.
A 27 de maio se reportaram dois casos confirmados do vírus na cidade de Montevidéu. As autoridades recomendaram seguir as medidas necessárias.
A 8 de junho foram fechados dois colégios privados em Montevidéu para evitar a infecção dos estudantes.
A partir do 12 de junho de 2009, o Ministério da Saúde Pública não dá mais a quantidade de enfermos pela gripe A "um por um", argumentando que já não corresponde dar números de afetados, posto que a doença já entrou à fase pandêmica. Até aquela data, havia cerca de 15 000 casos suspeitos, 550 casos confirmados, e 33 mortes.
A primeira morte confirmada no Uruguai a causa da nova gripe registrou-se em 29 de junho de 2009 em Montevidéu. Em 13 de julho se confirmaram outras 2 mortes, chegando a um total de 11 vítimas fatais, e 3056  casos confirmados no país até aquela data.

### Venezuela
O vírus da influenza A (H1N1) entrou na Venezuela a 28 de maio de 2009. Este foi o 20º país em registrar casos de gripe A no continente americano.
A 28 de maio foi reportado o primeiro caso confirmado do vírus no país. Tratava-se de um jovem de 22 anos procedente do Panamá.
A 29 de maio foi confirmado o segundo caso. Tratava-se da mulher do jovem infectado, quem viajou com ele ao Panamá.
A 31 de maio foi confirmado o terceiro caso. Tratava-se da mãe do primeiro afetado no país. Logo após, em 3 de junho foi confirmado o quarto caso. Tratava-se desta vez de uma pessoa procedente do Brasil.
Já em 19 de julho se confirmou a primeira morte por esta doença. Trava-se de uma bebê de 11 meses de idade, habitante do povoado de El Hatillo, no estado de Miranda.
Até 27 de abril de 2010 (data da última atualização), a Venezuela registrou 2724 casos da gripe A (H1N1), e 134 mortes.

## Cronologia
| País ou dependência      | Confirmação do primeiro caso |
| ------------------------ | ---------------------------- |
| México                   | 17 de março de 2009          |
| Estados Unidos           | 28 de março de 2009          |
| Canadá                   | 27 de abril de 2009          |
| Costa Rica               | 28 de abril de 2009          |
| Colômbia                 | 3 de maio de 2009            |
| El Salvador              | 4 de maio de 2009            |
| Guatemala                | 5 de maio de 2009            |
| Argentina                | 7 de maio de 2009            |
| Brasil                   | 7 de maio de 2009            |
| Panamá                   | 8 de maio de 2009            |
| Cuba                     | 11 de maio de 2009           |
| Peru                     | 14 de maio de 2009           |
| Equador                  | 15 de maio de 2009           |
| Chile                    | 17 de maio de 2009           |
| Paraguai                 | 19 de maio de 2009           |
| Honduras                 | 21 de maio de 2009           |
| Porto Rico               | 26 de maio de 2009           |
| República Dominicana     | 26 de maio de 2009           |
| Uruguai                  | 27 de maio de 2009           |
| Bolívia                  | 28 de maio de 2009           |
| Venezuela                | 28 de maio de 2009           |
| Bahamas                  | 31 de maio de 2009           |
| Jamaica                  | 31 de maio de 2009           |
| Nicarágua                | 1 de junho de 2009           |
| Ilhas Bermudas           | 2 de junho de 2009           |
| Trinidad e Tobago        | 2 de junho de 2009           |
| Barbados                 | 3 de junho de 2009           |
| Ilhas Cayman             | 4 de junho de 2009           |
| Martinica                | 7 de junho de 2009           |
| Dominica                 | 8 de junho de 2009           |
| Ilhas Virgens Britânicas | 11 de junho de 2009          |
| Suriname                 | 16 de junho de 2009          |
| Ilhas Virgens Americanas | 17 de junho de 2009          |
| Antilhas Neerlandesas    | 17 de junho de 2009          |
| Antígua e Barbuda        | 19 de junho de 2009          |
| Santa Lúcia              | 30 de junho de 2009          |
| São Vicente e Granadinas | 2 de julho de 2009           |
| Aruba                    | 3 de julho de 2009           |
| Guadalupe                | 6 de julho de 2009           |
| São Martinho             | 6 de julho de 2009           |
| Belize                   | 7 de julho de 2009           |
| Guiana                   | 7 de julho de 2009           |
| Haiti                    | 13 de julho de 2009          |
| São Cristóvão e Neves    | 14 de julho de 2009          |
| Ilhas Turcas e Caicos    | 23 de julho de 2009          |
| Granada                  | 24 de julho de 2009          |
| Ilhas Malvinas           | 24 de julho de 2009          |
| Guiana Francesa          | 31 de julho de 2009          |
| Anguila                  | 5 de agosto de 2009          |
| São Bartolomeu           | 1 de outubro de 2009         |
| Gronelândia              | 11 de novembro de 2009       |

| País ou dependência      | Confirmação da primeira morte |
| ------------------------ | ----------------------------- |
| México                   | 12 de abril de 2009           |
| Estados Unidos           | 29 de abril de 2009           |
| Canadá                   | 7 de maio de 2009             |
| Costa Rica               | 9 de maio de 2009             |
| Chile                    | 2 de junho de 2009            |
| República Dominicana     | 5 de junho de 2009            |
| Colômbia                 | 9 de junho de 2009            |
| Guatemala                | 10 de junho de 2009           |
| Argentina                | 15 de junho de 2009           |
| Honduras                 | 22 de junho de 2009           |
| Brasil                   | 28 de junho de 2009           |
| Uruguai                  | 29 de junho de 2009           |
| Paraguai                 | 1 de julho de 2009            |
| El Salvador              | 3 de julho de 2009            |
| Peru                     | 5 de julho de 2009            |
| Jamaica                  | 6 de julho de 2009            |
| Porto Rico               | 7 de julho de 2009            |
| Equador                  | 10 de julho de 2009           |
| Bolívia                  | 10 de julho de 2009           |
| Venezuela                | 18 de julho de 2009           |
| Panamá                   | 19 de julho de 2009           |
| Ilhas Cayman             | 24 de julho de 2009           |
| São Cristóvão e Neves    | 27 de julho de 2009           |
| Nicarágua                | 12 de agosto de 2009          |
| Ilhas Virgens Americanas | 3 de setembro de 2009         |
| Suriname                 | 8 de setembro de 2009         |
| Guiana Francesa          | 8 de setembro de 2009         |
| Ilhas Bermudas           | 13 de setembro de 2009        |
| Martinica                | 18 de setembro de 2009        |
| Barbados                 | 30 de setembro de 2009        |
| Cuba                     | 10 de outubro de 2009         |
| Trinidad e Tobago        | 14 de outubro de 2009         |
| Guadalupe                | 22 de outubro de 2009         |
| Ilhas Malvinas           | 19 de novembro de 2009        |